# Concours de saut d'obstacles en France
Les premières épreuves de saut d'obstacles en France ont été organisées en 1870 par la Société hippique française.

## Réglementation des concours
Cet article est en cours de mise à niveau à la suite de la nouvelle règlementation. En attendant, le contenu qui n'est plus valable à ce jour est rayé.

### Documents applicables
Les règlements applicables aux compétitions équestres, en France, sont les règlements publiés par la Fédération française d'équitation. Ces règlements se composent de 3 tomes imprimés et éventuellement complétés de rectificatifs publiés dans la REF (Revue Équestre Fédéral). Les règlements applicables à ce jour sont ceux en date du 10 novembre 2009. Les dispositions concernant le saut d'obstacles sont publiés dans le tome I.

### Catégorie des épreuves
Il existe quatre catégories d'épreuves : 
- La compétition Poney et Club qui a pour vocation de faire aimer la compétition en s’appuyant sur la pédagogie de la réussite. Son objectif est l’épanouissement sportif du cavalier de club ;
- La compétition Ponam adaptée à la spécificité de l’enfance, permet de faciliter la progression sportive des jeunes cavaliers vers les circuits d’excellence ;
- La compétition Amateur qui répond à une logique sportive de loisir, réunissant les exigences combinées de rigueur, d’animation et de convivialité ;
- La compétition Pro qui rassemble les concurrents orientés vers le haut niveau et la performance.

Pour participer aux épreuves, le cavalier doit être titulaire d'une licence compétition correspondant à la catégorie de l'épreuve. Toutefois, certaines épreuves sont ouvertes à plusieurs catégories de licence (aussi appelées LFC). Ce choix appartient à l'organisateur du concours.

### Niveaux des épreuves
Le niveau des épreuves est indiqué sous forme d'un indice allant de 4 à 1 + Élite, 4 étant l'indice de niveau le plus faible. En épreuves Ponams et pour les poneys, cet indice est associé à la catégorie de l'équidé. Lors des championnats, la catégorie d'âge du cavalier est aussi précisée dans l'intitulé de l'épreuve.
Ainsi, en saut d'obstacles se trouvent les épreuves suivantes :
- Poney : Poney 4 (60 cm), Poney 3 (70 cm), Poney 2 (80 cm), Poney 1 (90 cm); Poney Elite (100 cm).
- Club : Club 4, Club 3, Club 2, Club 1, Club Élite ;
- Ponam : As poney 2, As poney 1, As poney Élite;
- Amateur : Amateur 3, Amateur 2, Amateur 1 et Amateur Élite ;
- Pro : Pro 3, Pro 2, Pro 1 et Pro Élite.

Chaque type d'épreuve existe sous quatre formes : préparatoire, vitesse, spéciale et grand prix.

### Cavaliers

#### Conditions d'accès
| Divisions | Licences compétitions | Épreuves proposées                    | Niveau de galop minimum |
| --------- | --------------------- | ------------------------------------- | ----------------------- |
| Club      | Club                  | Poney A2, Poney A1 Poney et Club 4, 3 | Galop 2                 |
| Club      | Club                  | Club 2                                | Galop 3                 |
| Club      | Club                  | Poney 2, 1 et Club 1                  | Galop 4                 |
| Club      | Club                  | Poney et Club Élite                   | Galop 6                 |
| Ponam     | Club, Amateur ou Pro  | As Poney 2, As Poney 1                | galop 4                 |
| Ponam     | Club, Amateur ou Pro  | As Poney Élite                        | Galop 6                 |
| Ponam     | Club, Amateur ou Pro  | Amateur                               | Amateur                 |
| Ponam     | Club, Amateur ou Pro  | Enseignant                            | Club, Amateur ou Pro    |
| Amateur   | Amateur               | Amateur 3, 2, 1, Elite                | Galop 7                 |
| Pro       | Pro                   | Pro 3, 2, 1, Elite                    | Galop 7                 |

#### Nombre de participations autorisées par épreuve et par jour
| Division | Nombre d'équidés par épreuve | Nombre de participations par jour |
| -------- | ---------------------------- | --------------------------------- |
| Club     | 3                            | 3                                 |
| Ponam    | 3                            | 3                                 |
| Amateur  | 3                            | Non limité ( ça dépend )          |
| Pro      | 3                            | Non limité ( ça dépend )          |

Cette règle est celle qui s'applique par défaut à tous les concours, toutefois les organisateurs peuvent réduire le nombre de participations autorisées. Dans le cas d'épreuves ouvertes à plusieurs catégories de licence, c'est la règle de la catégorie la plus restrictive qui s'applique.

#### Poneys et chevaux

##### Tailles des équidés
| Catégorie d'épreuve | Taille de l'équidé      |
| ------------------- | ----------------------- |
| A                   | Maximum 1,07 m          |
| B                   | Plus de 1,07 m à 1,30 m |
| C                   | Plus de 1,30 m à 1,40 m |
| D                   | Plus de 1,40 m à 1,49 m |

En cas de ferrure, une tolérance de 1 cm en plus est accordée.
La catégorie E Ponam rassemble les équidés de plus de 1,51 m ferrés ayant au moins un auteur (père ou mère) arabe ou inscrit à un stud-book poney. La catégorie E Ponam a donné lieu à un championnat de France pour la première fois en 2008.

##### Participations
Tout poney ou cheval participant à un concours ou présent dans l'enceinte du concours doit être muni du document d'identification portant un numéro SIRE, établi par l'établissement public « Les Haras nationaux », et inscrit:
- sur la liste des poneys de sport (liste C) pour les épreuves Clubs et Ponams
- sur la liste des chevaux de sport (liste A) pour les épreuves Amateurs et Pros.

Depuis le 1er janvier 2007, tous les équidés participant à un concours d'équitation doivent être munis d'un transpondeur électronique.

##### Âge minimum de l'équidé
| Epreuves             | 4e, 3e et 2e séries | 1re série | Elite |
| -------------------- | ------------------- | --------- | ----- |
| Âge minimum en Club  | 4 ans               | 5 ans     | 6 ans |
| Âge minimum en Ponam | 4 ans               | 5 ans     | 6 ans |

#### Épreuves

##### Niveau
Les épreuves peuvent comporter un, deux ou trois niveaux de difficultés appelés séries. Pour le saut d'obstacles, les contrats techniques sont de difficultés croissantes de la 4e série à la série Elite.
| Concours Club  | Galops requis Épreuves A | Galops requis Épreuves B, C, D, E et open |
| -------------- | ------------------------ | ----------------------------------------- |
| 4e et 3e série |                          | G 2 minimum                               |
| 2e série       | G 2 minimum              | G 3 minimum                               |
| 1re série      | G 2 minimum              | G 4 minimum                               |
| série Elite    | G2 minimum               | G 6 minimum                               |

| Concours Ponam | Galops requis Épreuves B | Galops requis Épreuves C, D, E et open |
| -------------- | ------------------------ | -------------------------------------- |
| 4e et 3e série | G 2 minimum              | G 2 minimum                            |
| 2e série       | G 3 minimum              | G 4 minimum                            |
| 1re série      | G 4 minimum              | G 6 minimum                            |
| série Elite    | G 6 minimum              | G 6 minimum                            |

Il n'y a pas de limite maximum.

##### Normes techniques
Pour les CSO organisés après janvier 2013, les hauteurs maximum sur les épreuves, valables pour verticaux, oxers et spas sont les suivantes :
- Club -  4 : 65 cm / 3 : 75 cm / 2: 85 cm / 1: 95 cm / Elite: 105 cm
- Poney - Poney A2 : 30 cm / Poney A1 : 40 cm / Poney A Élite : 50 cm / Poney 4 : 60 cm / Poney 3 : 70 cm / Poney 2 : 80 cm / Poney 1 : 90 cm / Poney Élite : 100 cm
- AS Poney - AS Poney 2 : 110 cm / AS Poney 1 : 120 cm / AS Poney Élite : 130 cm
- Amateur 3 : 95–100 cm / Amateur 2 : 105-110 cm / Amateur 1 : 115-120 cm / Amateur Elite : 125-130 cm
- Pro 3 : 120-125 cm - Pro 2 : 130-135 cm / Pro 1 : 140-145 cm / Pro Élite : 150-155 cm / Pro Élite Grand Prix: 160-165 cm 
Le prix d'un engagement en compétition varie.

### Catégories Amateurs et Pros
Les catégories de niveau supérieur à la 5e catégorie sont appelées catégories officielles. À ce niveau, tous les résultats des chevaux sont mémorisés dans les banques de données des haras nationaux et servent de réservoir d'information pour l'amélioration génétique. Les vendeurs et les acheteurs peuvent aussi puiser des informations sur un cheval donné.
Pour pouvoir participer à des épreuves de niveau amateur ou pro, le cavalier doit posséder son  Galop 7 de cavalier ou avoir participé au  minimum à une épreuve Amateur ou Pro de CSO avant le 17 novembre 2008 et les chevaux doivent être inscrits dans l'un des studbook et sur la liste A des chevaux de sport.
Deux grands groupes composent ces catégories officielles : 
- Le groupe « amateur » ;
- Le groupe « professionnel ».

En équitation, les groupes « professionnel » et « amateur » ne sont pas hermétiquement séparés. De nombreux professionnels concourent dans les catégories dites amateurs et il existe quelques amateurs au plus haut niveau international, comme le cavalier français Philippe Léoni, finaliste de la coupe du monde en 2006 avec sa jument Cyrenaïka FRH.

## Organisation des concours en5ecatégorieet Ponam

### Engagements
Excepté pour les concours appelés concours d'entraînement, seuls les clubs affiliés à la Fédération française d'équitation peuvent engager des couples dans une compétition de 5e catégorie. Pour les concours d'entraînement, les engagements peuvent s'effectuer sur place, le jour du concours.

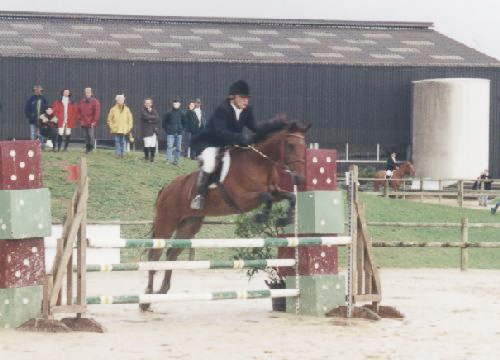
Championnat de France vétérans de 5e catégorie à Niort en 2000

### Championnats
Depuis 1994, le parc équestre de Lamotte-Beuvron accueille tous les ans les championnats de France de 5e catégorie pour les cavaliers Club et Ponam lors du Générali Open de France. Ces championnats distribuent des titres par niveaux et par tranches d'âge.

## Organisation des concours dans les autres catégories
La fédération équestre est maître de en relation avec les haras nationaux qui peuvent puiser dans les résultats les données nécessaires à leur statistiques.
Pour participer à ces épreuves, le cavalier doit être titulaire d'un diplôme minimum : le Galop 7 (anciennement éperon d'argent ou deuxième degré).
Les chevaux doivent appartenir à un stud book officiel et être inscrits sur la « liste A des chevaux de sport ». Cette inscription s'effectue sur simple demande accompagnée d'un  chèque (16 euros en 2005).

### Types d'épreuves
Depuis 2003, la terminologie et l'organisation des épreuves ont été complètement remaniées.
Il existe maintenant quatre types d'épreuves de niveau technique croissant :
- épreuve préparatoire : épreuve disputée sans chronomètre. Ouverte aux cavaliers détenteurs d'une licence club, amateur ou pro ainsi qu'aux chevaux inscrits sur la liste club ou la liste sport.
- épreuve de vitesse ou spéciale : peut être ouverte à une ou à deux catégories de cavaliers consécutives. Elle peut être disputée en vitesse avec le barème A ou C ou être une épreuve de type spéciale selon l'un des choix listés dans le règlement officiel.
- Petit Grand Prix (PGP) : peut être ouverte à une ou à deux catégories de cavaliers consécutives. Elle peut être disputée en vitesse ou avec un barrage après.
- Grand Prix (GP) : ne peut être ouverte qu'à une seule catégorie. Seules les épreuves avec barrage après ou à deux manches ou à temps différé sont acceptées. Les tracés de Grands Prix sont les plus techniques.

### Gestion informatisée: FFECompet - GICE
FFECompet regroupe sur un site Web, le GICE (Gestion informatisée des compétitions équestres). Les calendriers prévisionnels, les programmes, les engagés et les résultats des épreuves y sont traités. Les différents classements permanents nationaux des cavaliers, des couples et des chevaux y sont aussi mis à jour toutes les semaines. Un certain nombre de formulaires de gestion (ouverture de compte, demande de participation à une compétition internationale, procès verbaux de résultats, etc.) sont mis à disposition.
Toute la gestion (saisie, modification, etc.) des programmes, des engagements et des résultats peut être effectuée sur ce site centralisateur. Cependant, les procédures « manuelles » utilisées autrefois sont toujours disponibles.
Le site est édité directement par la FFE et non par une société externe comme c'est le cas pour la gestion SIF des concours Club & Ponam ainsi que de l'ensemble du site internet officiel de la fédération.

### Résultats et gains
Les résultats et les gains de tous les cavaliers et chevaux sont communiqués sur le site ffecompet.com ainsi que les classements permanents.
Avant 2003 toutes les épreuves officielles devaient posséder une dotation minimale déterminée par le règlement.
En 2003, les épreuves de type préparatoire pouvaient ne plus être dotées, mais les autres types d'épreuves avaient encore une dotation minimale.
Depuis 2004 les dotations sont libres.
Seuls les 25 % premiers couples classés bénéficient de gains lorsque l'épreuve est dotée. Une règle de répartition de la dotation est établie pour les huit premiers classés. Pour les épreuves de plus de 32 participants (8 × 4), il existe des prix appelés prix créés qui se montent à 4 % de la valeur de la dotation de l'épreuve. Ces prix créés concernent tous les concurrents dont le résultat se situe entre la 9e place et la dernière place classée.
| Classement | Gains (pourcentage de la dotation) |
| ---------- | ---------------------------------- |
| 1          | 26                                 |
| 2          | 19                                 |
| 3          | 15                                 |
| 4          | 12                                 |
| 5          | 10                                 |
| 6          | 9                                  |
| 7          | 6                                  |
| 8          | 5                                  |

Il faut distinguer les compétitions qui se courent sans chronomètre. La dotation, si elle existe, est alors partagée entre tous les couples ayant réalisé leur parcours sans faute. Comme il est obligatoire de récompenser au moins le 1er quart de concurrents classés, il faut tenir compte du cas où le nombre de couples sans faute est inférieur au nombre de participants divisé par 4. Dans ce cas, la dotation est divisée par ce nombre (nombre de participants / 4) pour constituer une prime donnée. Les couples sans faute reçoivent chacun cette prime tandis que les primes restantes sont partagées entre tous les couples ayant réalisé quatre points.

### Indice de performance ISO
L'ISO, Indice de saut d'obstacles, est l'indice de performance officiel pour chevaux. Son but est de résumer la saison de concours d’un cheval par un chiffre qui permet de le classer parmi les autres chevaux. Cet indice est une photo du niveau atteint par un cheval comparé aux autres pour une année donnée. La carrière d'un cheval est ainsi reflétée par la succession des indices annuels.
L'ISO est calculé par les haras nationaux. Il prend en compte les gains et les places obtenus par les chevaux en compétition pour une année.
L'ISO est un nombre dont la valeur moyenne est égal à 100 : 
- un cheval indicé à 100 est un cheval moyen,
- un cheval indicé à 120 fait partie des 15 % meilleurs chevaux français,
- un cheval indicé à 140 fait partie des 2,5 % meilleurs chevaux français.

L'ISO est nuancé par un nombre appelé coefficient de précision. Ce coefficient est une valeur comprise entre 0 et 1. Plus la valeur se rapproche de 1, plus l'ISO est fiable. En effet, le coefficient de précision est établi en fonction du nombre d'épreuves courues. Plus un cheval a réalisé de parcours dans l'année, plus son coefficient de précision se rapproche de 1.
L'ISO d'un cheval est consultable sur le site des haras nationaux : http://www.haras-nationaux.fr/portail/.

### Classements permanents et classements Grand Prix
Les classements permanents nationaux ont été généralisés pour toutes les catégories officielles de cavaliers, les chevaux et les couples depuis 2003. Ces classements sont mis à jour toutes les semaines sur le site FFEcompet.com .
De 2003 jusqu'à 2006, toutes les 15 premières places des épreuves de type « Grand Prix » ou « Petit Grand Prix » donnaient des points pour le classement permanent.
Depuis 2007, tous les cavaliers qui terminent leur parcours obtiennent des points, le nombre de participants est pris en compte et les résultats acquis en épreuves de vitesse apportent aussi des points.
Des classements « Grand Prix » sont aussi tenus pour chaque catégorie de cavalier. Comme l'appellation l'indique, seuls les résultats obtenus dans les grands prix apportent des points et seuls sont pris en compte les classements dans les 25 % premiers de l'épreuve. La sélection pour les championnats de France Pro Elite, Pro 1, Pro 2, Amateur Elite, Amateur 1 et Amateur 2 s'opère à partir de ce classement.

### Organisation des concours de jeunes chevaux
La formation des chevaux de saut d'obstacles débute par le débourrage généralement à trois ans.
À trois ans, les chevaux peuvent être évalués en participant aux compétitions "modèles et allures" organisées par les haras nationaux. Durant ces épreuves, le jury évalue la qualité du modèle, des allures et le geste du poulain à l'obstacle. Les finales françaises se déroulent à Fontainebleau pour les femelles et les hongres, et à Saint-Lô pour les mâles.
À partir de quatre ans, il existe deux circuits spécifiques pour les jeunes chevaux : 
- le circuit cycle libre plutôt réservé aux cavaliers propriétaires amateurs.
- le circuit cycle classique plutôt réservé aux cavaliers professionnels. Si un cheval est destiné à une carrière chez un cavalier professionnel ou à être vendu, on optera plutôt pour le cycle classique.

Le but de ces circuits "jeunes chevaux" est de mettre les chevaux en confiance, en équilibre, de leur permettre de décomposer leur geste au moment du saut afin de les préparer progressivement aux circuits normaux.

#### Cycle classique
Un cheval participant aux cycles classiques ne peut participer à aucun autre type d'épreuve. Seules certaines races de chevaux sont autorisées à participer au cycle classique : Selle français, Anglo-arabe, etc.
Les niveaux d'épreuves sont gradués selon l'âge des chevaux et la période de l'année :
| Catégorie d'épreuve | Droit Hauteur (en cm) | Oxer Hauteur (en cm) | Oxer Largeur (en cm) |
| ------------------- | --------------------- | -------------------- | -------------------- |
| 4 ans / 5 ans B     | 115                   | 110                  | 125/130              |
| 5 ans A / 6 ans B   | 125                   | 115/120              | 130/140              |
| 6 ans A             | 135                   | 125/130              | 140/160              |

Notes :
- Les cotes pourront être modifiées de plus ou moins 5 cm en fonction des conditions techniques du terrain et du matériel disponible.
- Sur l’ensemble des épreuves, les cotes ci-dessus seront baissées de 5 cm jusqu’à fin avril de l'année
- Les cotes des Finales nationales pourront être augmentées de 5 cm.
- Les chevaux de 6 ans courant pour la 1re année en épreuve officielle concourent sur les cotes de Cycle Libre 2e année 6 ans.
- Les épreuves sont disputées au barème A sans chronomètre, sauf certaines épreuves  6 ans A qui peuvent être disputées au chronomètre.

#### Cycle libre
Un cheval participant aux cycles libres peut aussi participer aux épreuves normales. Toutes les races officielles peuvent être engagées.
Les niveaux d'épreuves sont graduées selon l'âge des chevaux, la période de l'année et leur année d'expérience en compétition :
| Catégorie d'épreuve | Droit Hauteur (en cm) | Oxer Hauteur (en cm) | Oxer Largeur (en cm) |
| ------------------- | --------------------- | -------------------- | -------------------- |
| 1re année 4 ans     | 95                    | 90                   | 105/115              |
| 1re année 5 ans     | 100                   | 95                   | 115/120              |
| 2e année 5 ans      | 105                   | 100                  | 115/120              |
| 2e année 6 ans      | 110                   | 105                  | 115/125              |
| 3e année 6 ans      | 120                   | 110/115              | 125/135              |

Notes :
- Les cotes pourront être modifiées de plus ou moins 5 cm en fonction des conditions techniques du terrain et du matériel disponible.
- Sur l’ensemble des épreuves, les cotes ci-dessus seront baissées de 5 cm jusqu’à fin avril de l'année
- Les cotes des Finales nationales pourront être augmentées de 5 cm.
- Les chevaux de 6 ans courant pour la 1re année en épreuve officielle concourent sur les cotes de Cycle Libre 2e année 6 ans.
- Les épreuves sont disputées au barème A sans chronomètre, les gagnants de l'épreuve sont les chevaux sans fautes.

#### La grande semaine de Fontainebleau
Les finales de chaque championnat sont disputées lors de la Grande Semaine de Fontainebleau à Fontainebleau qui se déroule en général pendant la semaine à cheval sur le mois d'août et septembre.
Pour se qualifier à la finale, il faut qu'un cheval ait obtenu par ses performances en concours un minimum de gains dans l'année. Ce minimum est défini tous les ans par les haras nationaux en fonction de l'âge du cheval, de la nature du cycle choisi et des gains moyens des chevaux sans faute enregistrés en début d'année.

##### Classement "Cycle libre 5 ans1reannée"  2009

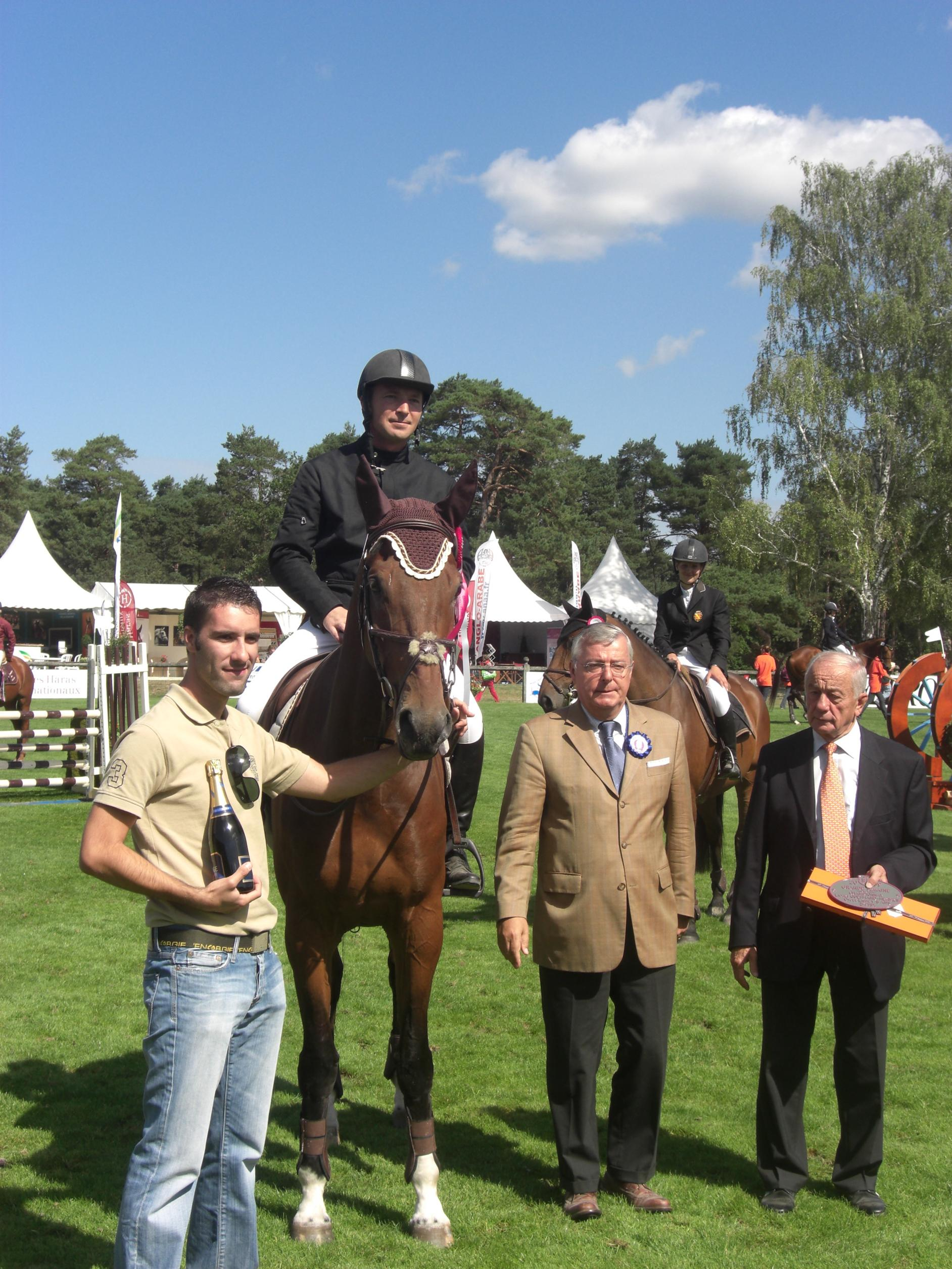
Remise des prix : Qualisto De La Dore, son cavalier Nicolas Teissedre, et son copropriétaire Marco DA CRUZ, décorés par les présidents du Jury

- 1er - Quelle Star Lacarte, sous la selle de R. Tichit
- 2e - Quiera Lajousse, sous la selle de JP. Dorckel
- 3e - Qualisto De La Dore, sous la selle de Nicolas Teissèdre

### Championnats
Le championnat de France ( Open de France ) est organisé tous les ans au parc fédéral de Lamotte Beuvron dans le 41. Les cavaliers de toutes disciplines y sont accueillis et de tous niveaux. Il se déroule pour les épreuves les plus connus ( CSO, CCE et Hunter ) durant les vacances d'été. Pour y participer il faut que le cheval et le cavalier aient enchainé 12 parcours terminés et soient classés 4 fois dans le premier quart des cavaliers présents sur l'épreuve ( 20e/80).